# Maxwell's Silver Hammer
"Maxwell's Silver Hammer" (Lennon/McCartney) är en låt av The Beatles inspelad och utgiven 1969 på albumet Abbey Road. Den skrevs av Paul McCartney och krediterades Lennon-McCartney-samarbetet. Låten handlar om en student vid namn Maxwell Edison som begår mord med en hammare, med den mörka texten förklädd genom en glad sång. McCartney beskrev låten som en symbol för livets nedgångar och "min analogi för när något plötsligt går fel, som det så ofta gör".
Låten repeterades första gången under Get Back-sessionerna i januari 1969. Under inspelningen av Abbey Road i juli och augusti ägnade bandet fyra inspelningssessioner åt att färdigställa låten. Dessa sessioner var en dyster tid för Beatles, eftersom McCartney pressade gruppen att arbeta länge med låten. Alla hans tre bandmedlemmar var högljudda i sitt ogillande av "Maxwell's Silver Hammer". I en intervju 2008 mindes Ringo Starr den som "den sämsta sessionen någonsin" och "den sämsta låten vi någonsin behövt spela in".

## Bakgrund
I början av 1968 började McCartney skriva den första versen av låten i Rishikesh, Indien. Efter att ha färdigställt det mesta av albumet i oktober samma år, hade han för avsikt att låten skulle finnas med på albumet The Beatles, men den spelades aldrig in ordentligt under dessa sessioner på grund av tidsbrist. Den repeterades igen tre månader senare i januari 1969, i Twickenhams filmstudior under Get Back-sessionerna, men skulle inte spelas in förrän efter sex månader.
McCartneys hustru Linda sade att han hade blivit intresserad av avantgardistisk teater och hade fördjupat sig i den experimentella franska författaren Alfred Jarrys skrifter. Denna influens återspeglas i berättelsen och tonen i "Maxwell's Silver Hammer", och förklarar också hur McCartney kom över Jarrys ord "pataphysical", som förekommer i texten. 1994 sa McCartney att låten symboliserar livets nedgångar, och att den är "min analogi för när något plötsligt går fel, som det så ofta gör, som jag började få reda på vid den tiden i mitt liv. Jag ville ha något symboliskt för det, så för mig var det någon fiktiv figur som hette Maxwell med en silverhammare. Jag vet inte varför det var silver, det lät bara bättre än Maxwells hammare."

## Låten och inspelningen
The Beatles började spela in låten i EMI Studios (senare Abbey Road Studios) i London den 9 juli 1969. John Lennon, som hade varit frånvarande från inspelningarna under de senaste åtta dagarna efter att ha skadats i en bilolycka i Skottland, anlände för att arbeta på låten, tillsammans med sin fru Yoko Ono, som skadades svårare i olyckan än Lennon, och som låg på en stor dubbelsäng i studion. Sexton tagningar av rytmspåret gjordes, följt av en serie gitarrpålägg. Den oanvända femte tagningen kan höras på Anthology 3. Under de följande två dagarna dubbade gruppen sång, piano, hammondorgel, städ och gitarr. Låten färdigställdes den 6 augusti, när McCartney spelade in ett solo på en Moog-synthesizer.
Inspelningen ledde senare till negativa kommentarer från Lennon, George Harrison och Ringo Starr. Lennon sa: "Jag var sjuk efter olyckan när de gjorde det mesta av den låten, och det fick verkligen George och Ringo att spela in den", och tillade senare: "Jag hatar den, för allt jag kommer ihåg är låten ... [Paul] gjorde allt för att göra den till en singel, och det blev den aldrig och kunde aldrig ha blivit." Teknikern Geoff Emerick minns att Lennon avfärdaden den som "mer av Pauls mormorsmusik". Harrison erinrade sig: "Ibland tvingade Paul oss att sjunga dessa riktigt löjliga sånger. Jag menar, herregud, "Maxwell's Silver Hammer" var så löjlig. Efter ett tag gjorde vi ett bra jobb med den, men när Paul fick en idé eller ett arrangemang i sitt huvud ..." Starr berättade för Rolling Stone 2008: "Den sämsta sessionen någonsin var 'Maxwell's Silver Hammer'. Det var den sämsta låten vi någonsin spelat in. Den pågick i flera jävla veckor. Jag tyckte det var galet." McCartney erinrade sig: "De enda argumenten handlade om saker som att jag tillbringade tre dagar med 'Maxwell's Silver Hammer'. Jag minns att George sa: "Du har tagit tre dagar på dig, det är bara en låt." – "Ja, men jag vill få det rätt. Jag har många tankar om den här.'"
I Kar de Mummas revy 1970 framförde Rolf Bengtson numret Lille Maxwells silverklubba med svensk text av Kajenn, vilket filmades i Kar de Mummas julblandning som visades på TV julen 1976. Även den svenska musikgruppen Hootenanny Singers har framfört en version av låten, vid namn Ring Ring - Här är svensktoppsjuryn och med svensk text av Peter Himmelstrand.